# بهرام
بهرام یا وَرَثْرَغْنه ایزد جنگ و جنگاوری در ایران باستان است و همکار میترا ایزد پیمان و خورشید و ایزد نور و باروری می‌باشد. پیش از هخامنشیان و پس از آن ایزدان و ایزد بانوان بسیاری وجود داشتند که عبارتند از مهر، آناهیتا، بهرام و تیشتر. بهرام فرشته انتقام‌جوی ایزد مهر می‌باشد. آنها هنگامی که سوار بر گردونه‌ای هستند که چهار اسب سفید که سم‌های پیشین زرین و سم‌های پسین سیمین دارند، به سوی زمین می‌تازند.
آنها می‌خواهند تا پیروان ناراستی را سخت کیفر کنند و به پرهیزگاران پاداش دهند بدینگونه که کسانی که پیمان‌هایشان را پاس می‌دارند با دارایی و تندرستی و فرزندان پاک زاد پاداش می‌دهند و کسانی که به پیمان‌هایشان پایبند نیستند با بیماری، مرگ، تنگدستی، بدبختی و از دست دادن فرزند سزا می‌دهد. ایزدانی که در سنگ‌نوشته آنتیوخوس آمده‌اند، دارای دو نام هستند و زیر این دو نام از ارجمندی برخوردار بودند که بر این پایه اند زئوس-اهورامزدا، مهر-آپولو، بهرام-هرکول. کشور ارمنستان دین ایرانی داشت و علاوه بر اهورامزدا و آناهیتا ایزد دیگری مورد پسند مردم بود و آن بهرام ایزد پاسدار ایرانشهر و خدای فیروزگری و ایزد ملی آریاها بوده‌است و بین ایزدان اوستایی بهرام از شکوهمندها است و با رده سالار لشکرها و سپاهیان خود را در گونه‌های دگرگون به ستایشگرانش نشان می‌دهد او اساس بهرام یشت در ده پیکر گوناگون یعنی باد، گاو، اسب، شتر و غیره به زردشت نمایان می‌شود یا در جنگی سخت مانند گرازی نر ایزد مهر را همراهی می‌کند. نام این ایزد در سنگ‌نوشته آنتیوخوس و در سکه‌های شاهان هند و سکایی آمده‌است. بهرام در ارمنستان یک خدای ملی به‌شمار می‌آید و یکی از باستانی‌ترین سروده‌های ارمنستان پاره‌ای از یک سرود است که درونمایه آن زادن شگفت‌انگیز بهرام از ژرفای آب‌ها است. پیروزی بهرام بر دیوان و اژدها دست آویز پدید آمدن انبوهی از افسانه‌ها از او شده بود. نام بهرام ریخت‌های گوناگونی دارد. ریخت ارمنی آن ورهران است.

## نام‌شناسی

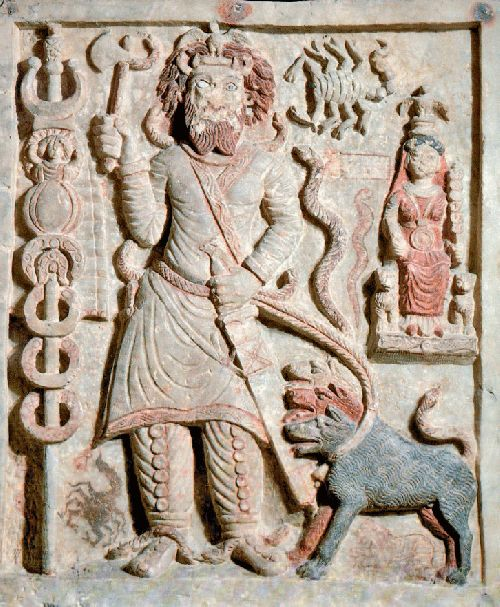
نقش برجسته اشکانی، ایزد بهرام (نرگال).

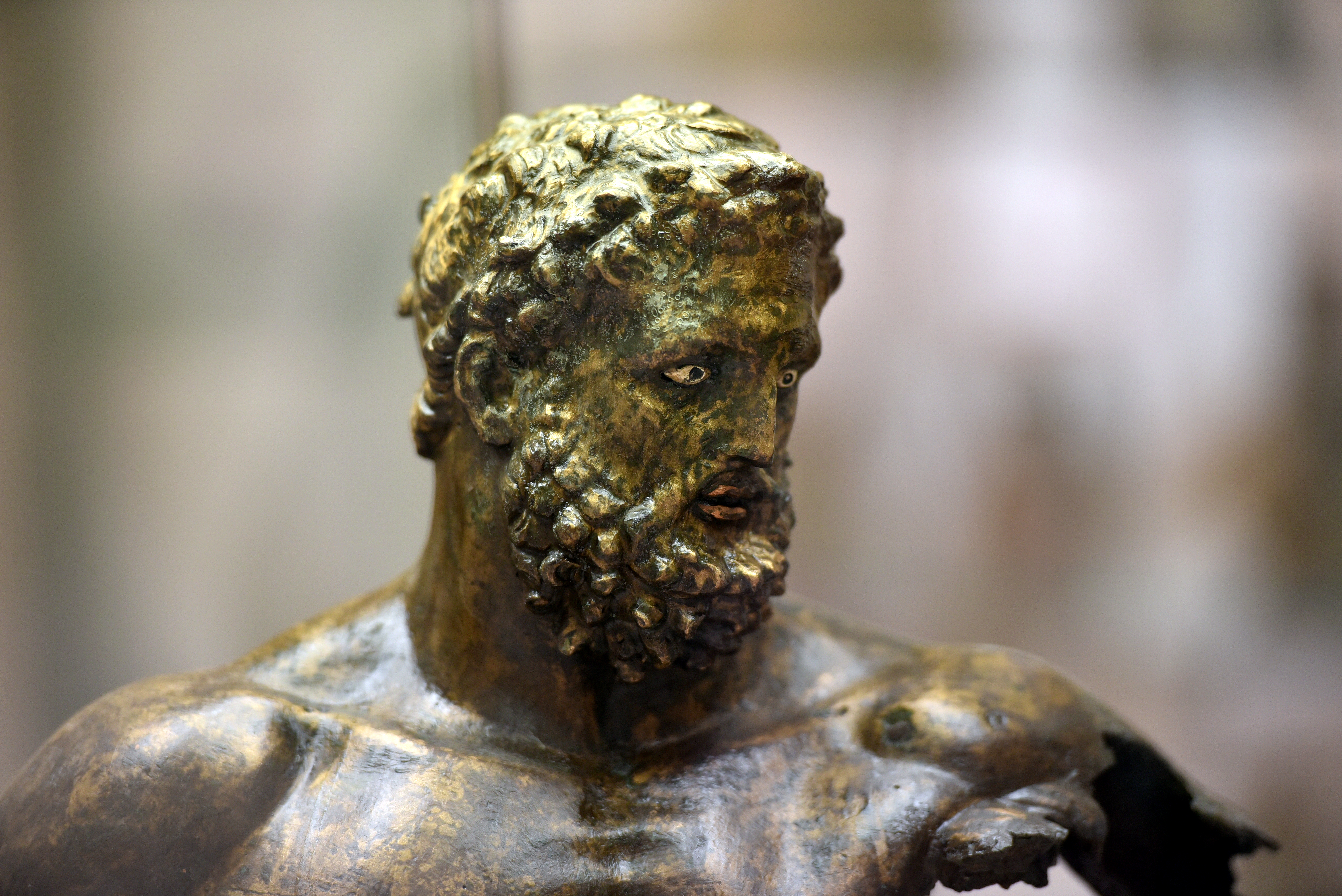
تندیس برنزی هرکول میشان که کتیبه‌ای دوزبانه به یونانی و پارتی دارد. متن یونانی آن را هرکول و متن پارتی آن را بهرام خوانده است.

نام یک ایزد هندوایرانی به نام *vrtra-g'han (سدشکن) در اوستا به ریخت 𐬬𐬆𐬭𐬆𐬚𐬭𐬀𐬖𐬥𐬀 vərəθraγna (ورثرغنه) و در پارسی میانه به شکل ورهران، ورهرام و بهرام درآمده‌است. ریشه نیاهندواروپایی آن به صورت *-wltro-gwhen (زننده موانع) بازسازی می‌شود. vṛtrahan (مانع‌شکن) که یکی از صفات ایزد هندوایرانی ایندرا می‌باشد، نیز همین واژهٔ بهرام است. نام ورثرغنه در ارمنی به شیوه واهاگن و ورام، در سغدی، وشن، در پارتی، وریهرام، و در زبان کوشانی به شیوه اُرلاگنو، درآمده‌است. به روز بیستم هر ماه نیز، بهرام می‌گویند.

## بهرام یشت

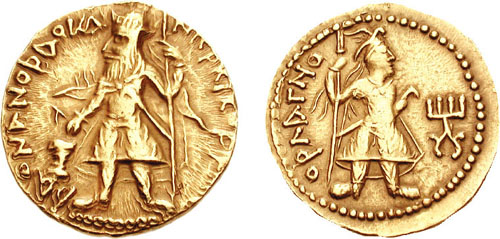
سکه زرین کانیشکا، شاه کوشان، در پشت این سکه (سمت راست)، نگاره‌ای از بهرام (به زبان کوشانی: ارلاگنو) حک شده‌است.

چهاردهمین یشت از اوستا در مورد ستایش ایزد ورهرام است اگر چه این یشت به خوبی حفظ نشده‌است، اما دربردارنده درون‌مایه بسیار باستانی است. 

### ویژگی‌ها
در بهرام‌یشت آمده که بهرام آفریده اهورا نیرومند و فرهمند است و نیروی بینایی شگفت‌انگیزی دارد. او یورش همه دشمنان را، چه جادوان و پریان، و چه کَوی‌ها و کَرَپان‌های «ستمگر»، در هم می‌شکند؛ جهان را تازگی و آشتی می‌بخشد و به خوبی آرمان‌ها را برآورده می‌کند.
بهرام همچنین توانایی فرزندآوری و بازوان نیرومند و تندرستی و دلیری می‌بخشد. ایزد بهرام دادگری و درستی و خوشی و یکرنگی می‌دارد و اهریمن زدایی می‌کند، به نیکان و ستایندگان نیرو می‌دهد و بر دشمنان مرگ می‌آورد، و در کار آشتی هم کوشاست.

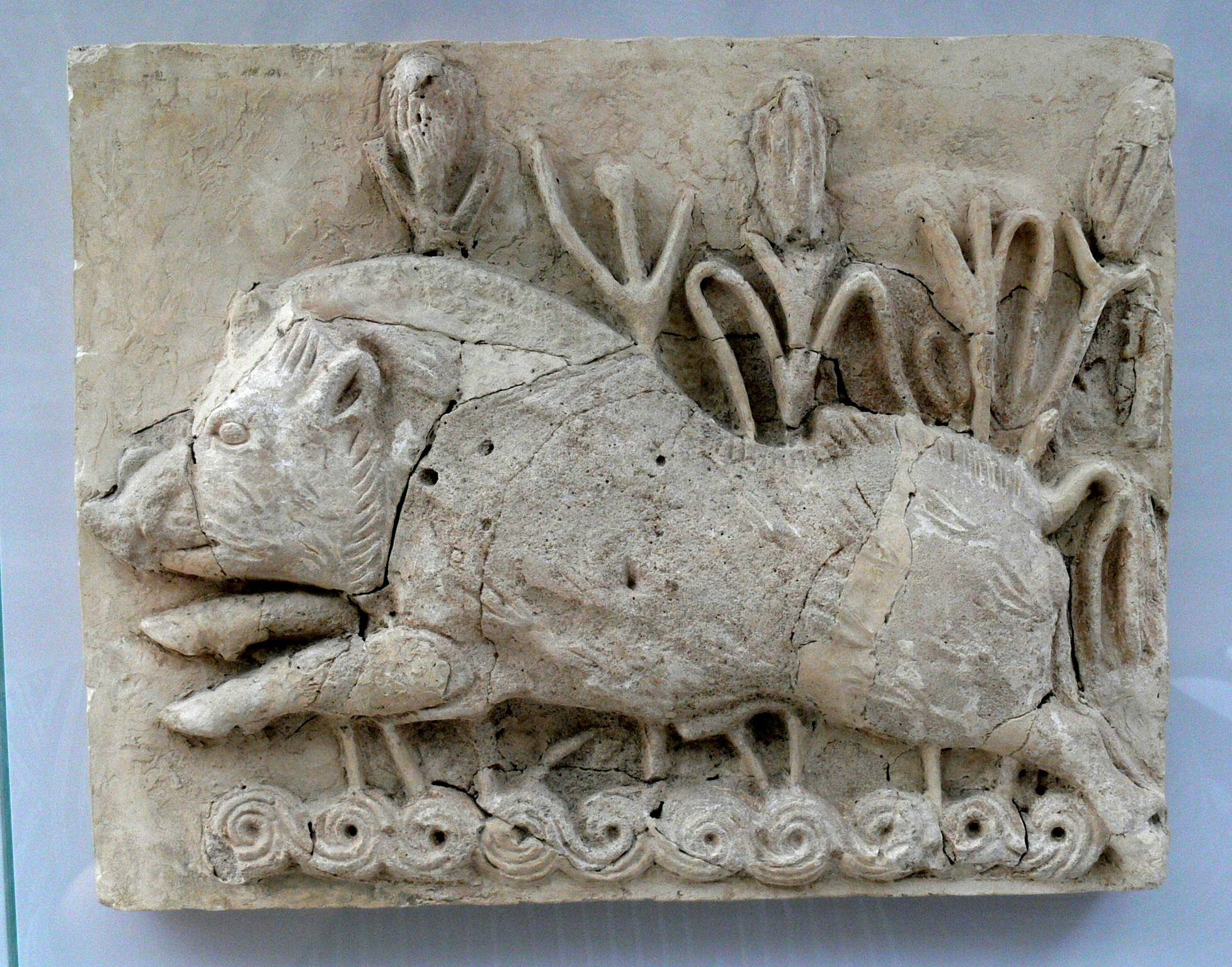
گچبری ساسانی از یک گراز.

پیکرهایی که بهرام به ریخت آنها پدیدار شده‌است:
- بادِ تندتازِ
- گاوِ نرِ زیبایی با شاخ‌های زرین،
- اسب سپید زیبایی با گوش‌های زرد و لِگام زرنشان
- شترِ سرکش و گازگیر و تیزرو و رهرو و جست‌وخیز کننده
- گراز نری که با دندان‌های تیز به پیش می‌تازد،
- مردی پانزده ساله و فروغمند، با چشمانی درخشان و زیبا، و با پاشنه‌های کوچک
- پرنده «وارَغْـن» که از پایین می‌گیرد و از بالا می‌دَرد و در میان مرغان، تندترین است
- قوچ دشتی زیبایی با شاخ‌های پیچدار
- نَر بُـزِ دشتی زیبایی با شاخ‌های سرتیز
- مردِ شکوهمندی که یک کاردِ زرکوب و نگارین و زیورآذین دربرداشت.

## نیایش‌گاه

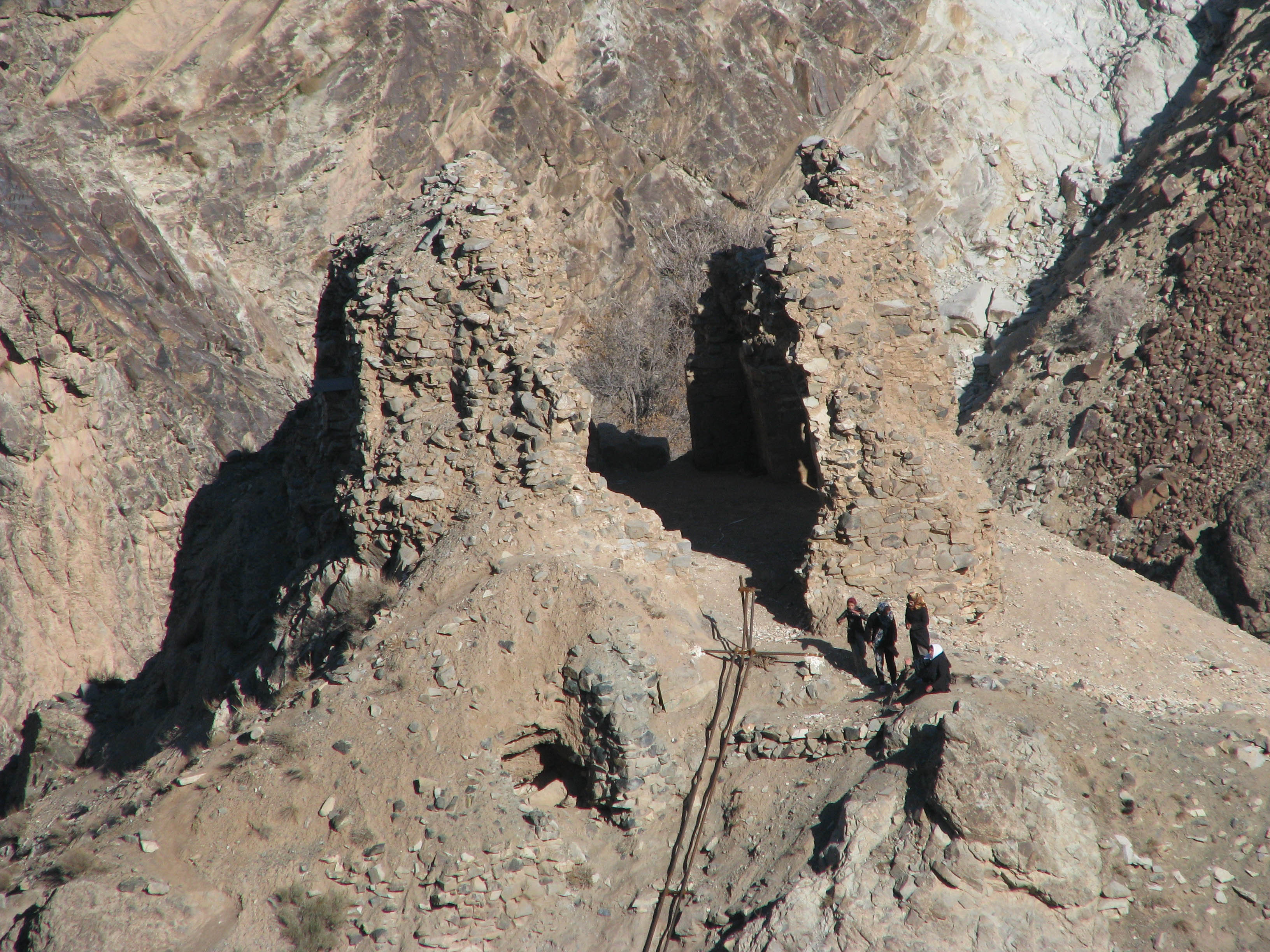
چهارتاقی خانه دیو، در بلندیها نزدیکی شهرستان داورزن؛ برخی باستان‌شناسان، این چهارطاقی ساسانی را آتشکده آذر برزین‌مهر می‌دانند.

ایرانیان باستان پیش از آغاز هر کار گروه، در نیایش‌گاه ویژه‌ای گردهم می‌آمدند و سرودهای ستایش پیروزی را با هم می‌خواندند و با روانی نیرومند و اراده‌ای استوار، برای پیروزی، پای به میدان مبارزهٔ زندگی می‌گذاشتند.
این جایگاه‌ها به رفته رفته به نیایش‌گاه ورهرام ایزد شناخته شد. اکنون زرتشتیان دست‌کم ماهی یک بار، در روز ورهرام، در نیایش‌گاه شاه ورهرام ایزد گردهم می‌آیند و اهورا مزدا را نیایش می‌کنند و از او می‌خواهند که پیروزی را در زندگی، بهرهٔ آنان گرداند و همهٔ کسانی را که به پیروی از پیام اشو زرتشت در «تازه گردانیدنِ زندگانی»، «پیش بردن جهان هستی» و «گسترش آیین راستی» می‌کوشند، پیروز و سر افراز گرداند.
آذر برزین مهر سومین آتشکدهٔ بررگ ایرانیان در دوران ساسانی است. این آتشکده در کوه رئونت خراسان، دارای آتش ورهرام بود. بنابراین آتشکده سپنتا برزین‌مهر نیایشگاه ورهرام ایزد بود. امروزه شاه ورهرام ایزد نیایش‌گاه‌های در خرمشاه یزد، زین‌آباد یزد، شریف‌آباد اردکان، امیریهٔ تهران … دارد. از آیین‌های این روز پختن آش، سیروگ و پخش شیرینی و نخود مشکل‌گشا است.